# Thersitina gasterostei
Thersitina gasterostei är en kräftdjursart som först beskrevs av Arnold Pagenstecher 1861.  Thersitina gasterostei ingår i släktet Thersitina och familjen Ergasilidae. Arten är reproducerande i Sverige. Inga underarter finns listade i Catalogue of Life.